# Sóc bay bé
Sóc bay bé, hay sóc bay má đỏ (danh pháp hai phần: Hylopetes spadiceus) là loài gặm nhấm thuộc họ Sóc. Loài này phân bố ở Indonesia, Malaysia, Myanmar, Thái Lan và Việt Nam.
Tại Việt Nam, loài sóc này thuộc nhóm động vật rừng hạn chế khai thác, sử dụng vì mục đích thương mại.